# Barreira (Araci)
Barreira  é um distrito integrante do município brasileiro de Araci, estado da Bahia. 
Foi elevado de povoado a distrito pela Lei municipal nº 139, de 26 de novembro de 2013.
Localiza-se a aproximadamente 44 km da sede do município e a cerca de 261 km da capital Salvador (segundo o Google Maps). Conta com uma população de aproximadamente 2 100 habitantes.

## Turismo

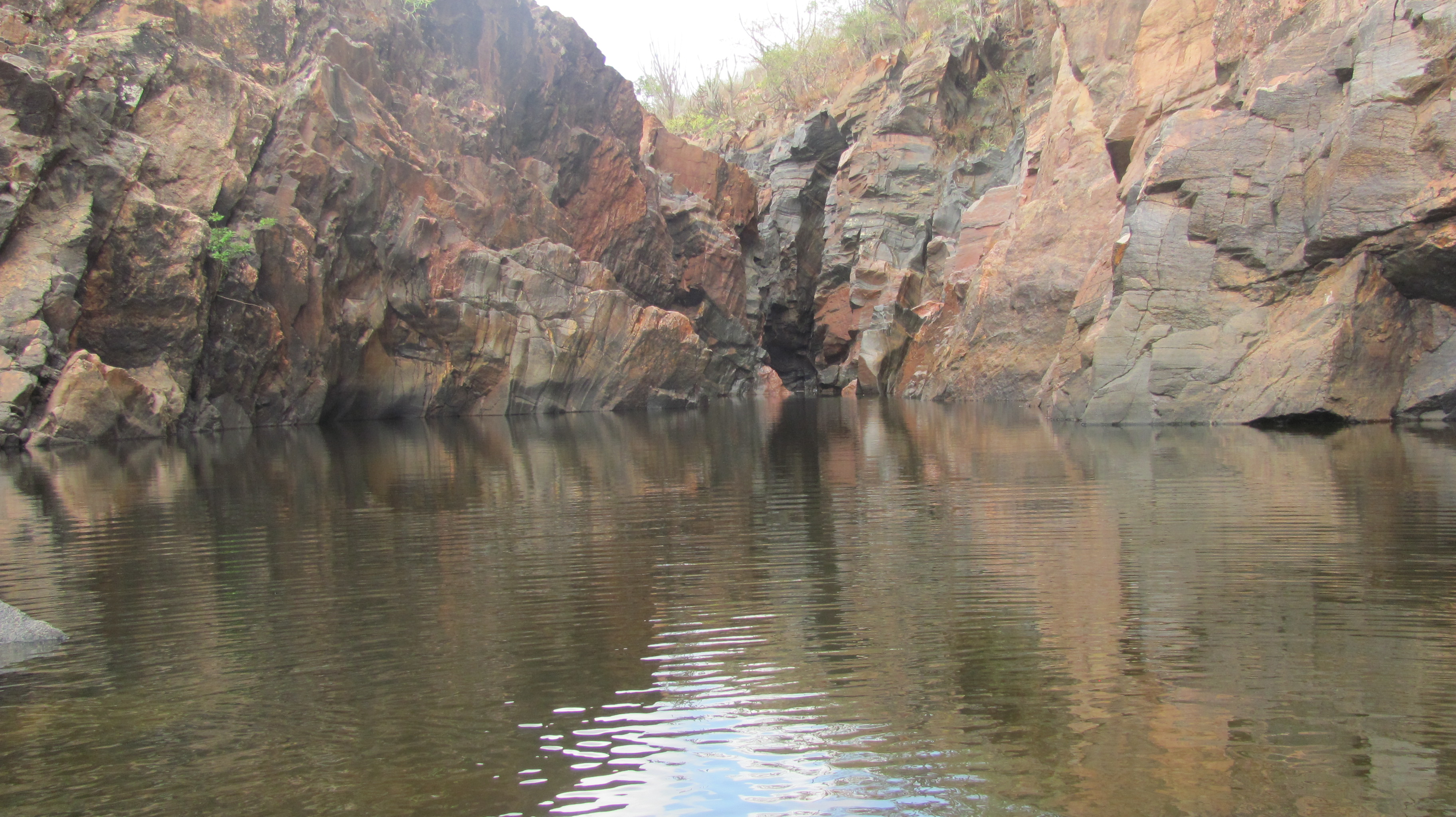
Piscinão onde a cachoeira do inferno derrama suas águas

Este distrito oferece boas oportunidades para quem aprecia o ecoturismo. Tem boa parte de seu território banhado pelo Rio Itapicuru, que dá ao distrito e a quem o visita grande oportunidade de aproveitar, além de paisagens exuberantes, com extensas áreas de correntezas sob enormes pedras, que corre para o leito do rio, cercado por um lado de altos paredões rochosos, em época de enchentes o rio forma dezenas de quedas d'águas, especialmente a maior delas a "Cachoeira do Inferno". Recebe este nome motivado por sua característica peculiar, sendo uma queda d'água que cai sequencialmente no interior de três grandes cacimbas naturais de pedras em forma cilíndricas e afuniladas, sendo extremamente perigoso ou impossível adentrá-la e que por fim derrama suas águas num piscinão de pedras e cercadas por impressionantes paredões. Porem a Cachoeira do Inferno não é a única do Rio Itapicuru, especialmente em tempos de cheias, quando este curso d'água faz grande volume formando-se muitas quedas por uma extensa área de correntezas e que escorre para o leito principal.
Mas é necessário mais investimento em infraestrutura para o recebimento de visitantes, tais como hotel, restaurante e melhor acessibilidade.

## Geografia
O Distrito de Berreira fica situado a, em média, 42 km da sede do município (segundo ferramenta de medição de distância do Google Maps). Em, relação a Capital Salvador se o acesso for feito pelas Rodovias BR-116 e BR-324 a distância é de 263 Km, e 366 Km se o acesso for pela BR-110.

### Hidrografia
O Distrito é banhado pelo importante Rio Itapicuru e é neste trecho do Rio, dentro do Distrito onde fica situado a Cachoeira do Inferno com uma distância de 6 Km do centro do distrito, local de grande beleza natural e importante ponto turístico

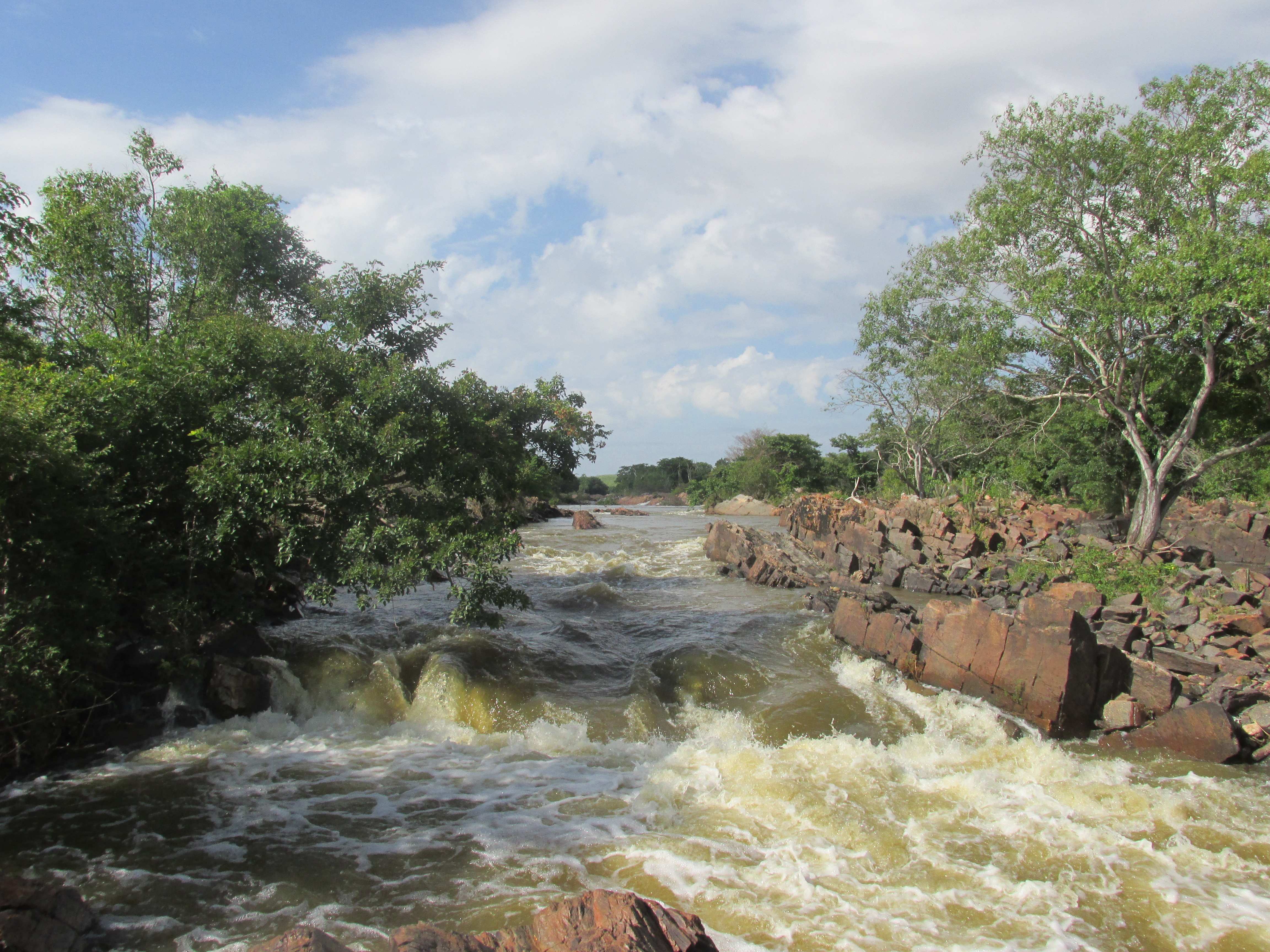
Rio Itapicuru - Umas das muitas correntezas que alimenta a queda d'água principal

### Ecologia e meio ambiente
Assim como sua Sede o distrito o está situado em região que recebe características variadas, em relação ao tipo de vegetação. Esta localizado na faixa da sub-região 3 (agreste) mas que pode-se ver, também, pontos de familiaridade com o sertão (sub-região 2). E tem na Caatinga a maior referência biológica, tanto para a caatinga arbustiva quanto para a caatingas arbórea. 
Porem, ver-se também, em muitos pontos, características da capoeira. Para este último a explicação se dar pelo entendimento de que a vegetação principal sofreu desgastes provocados pelo desmatamento (situação extremamente corriqueira), mudando severamente a paisagens dando lugar a um sub-bioma rasteiro e com poucos arbustos e árvores.

O Rio Itapicuru e seu entorno, dentro do município araciense, ou seja o trecho do Rio que corre nos limites do distrito de Barreira, assim como a Cachoeira do Inferno, estão protegidos pela lei municipal n° 178, em 20 de novembro de 2014, em seu inciso II

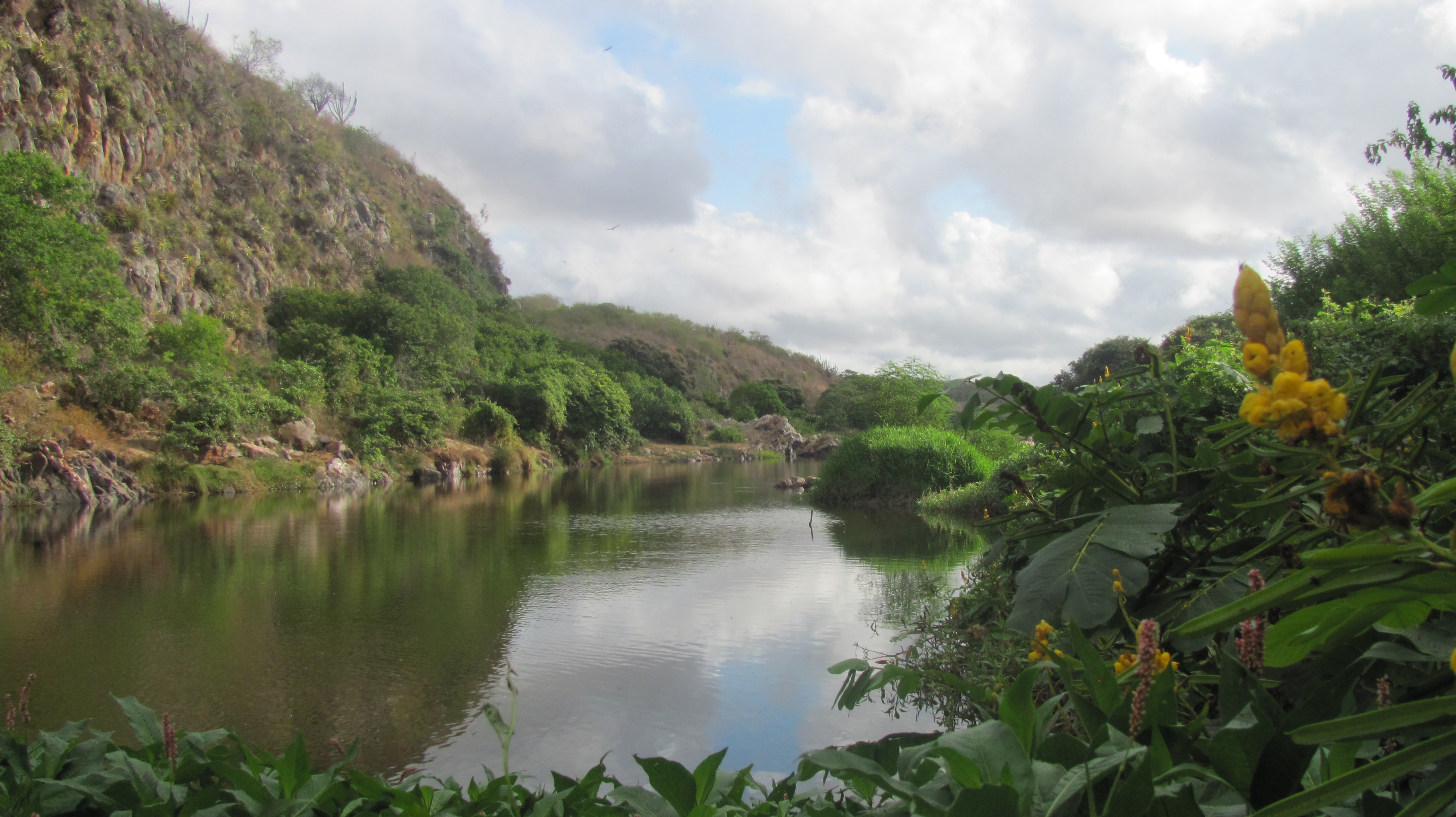
Rio Itapicuru em Barreira

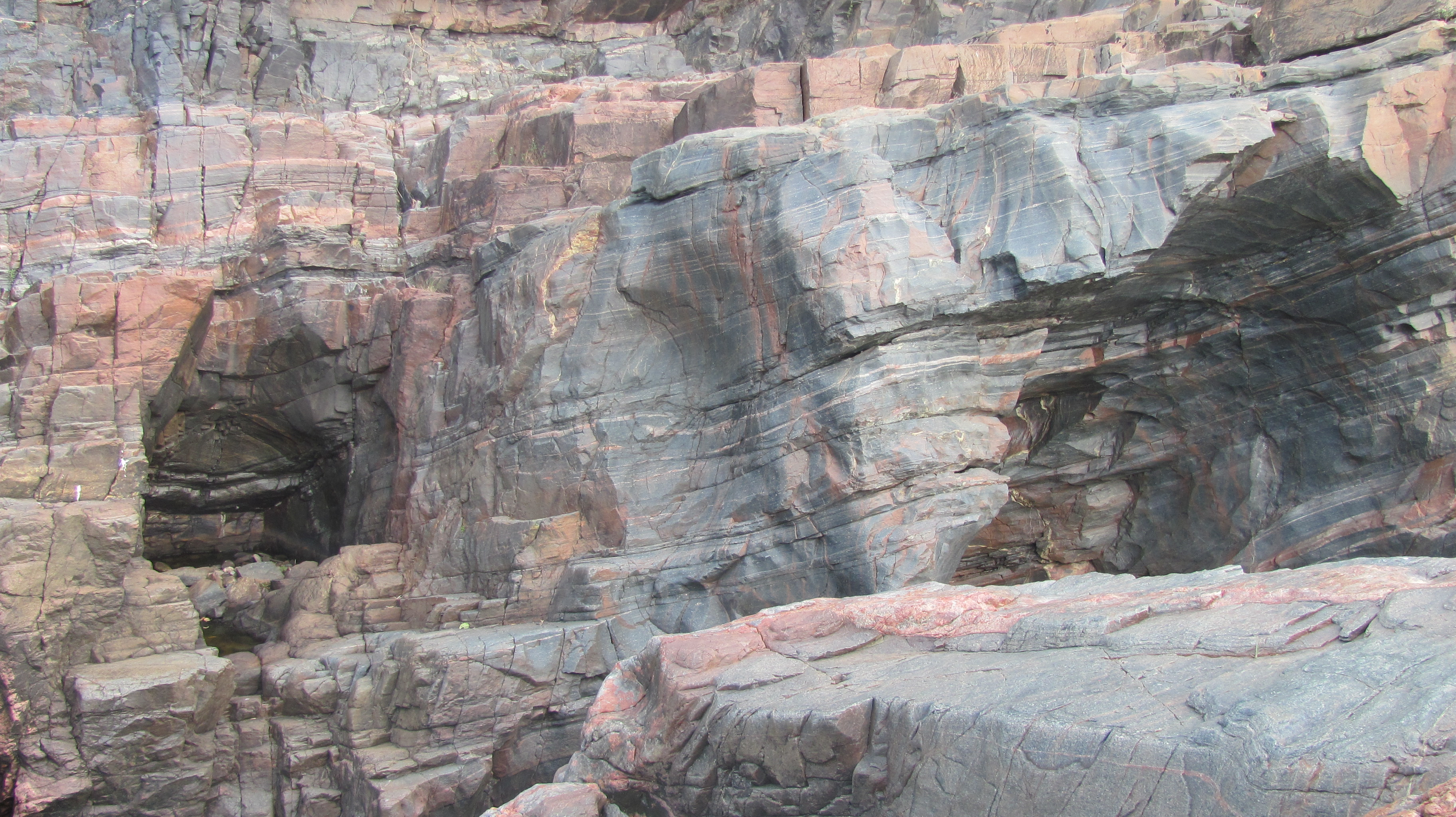
Gigantes paredões cercam o leito principal do rio

.

## Infraestrutura

### Saúde
Barreira conta com uma USF (Unidade De Saúde Da Família), tipo de unidade de atendimento médico criado pelo Ministério da Educação que tem (em termos básicos) a seguinte definição: unidade de Saúde da Família  é uma unidade pública de saúde destinada a realizar atenção contínua nas especialidades básicas, com equipe multiprofissional habilitada para desenvolver atividades de promoção, proteção e recuperação da saúde.

### Educação
O distrito conta com as escolas: Escola Dom Pedro II e Escola Cirilo Pereira de Matos, que atendem aos alunos oriundos da sua zona urbana e zona rural distrital. A baixo podemos ver dados gerais destas unidades, sejam de infraestrutura, sejam administrativas e funcionais..

#### Escola Dom Pedro II
Esta unidade escolar é uma escola de nível infantil, creche e pré-escolar ao ensino fundamental, conta com 5 funcionários e dispõe de boa condição estrutural.
Infraestrutura escolar
- Alimentação escolar para os alunos
- Energia da rede pública
- Fossa
- Lixo destinado à coleta periódica

Equipamentos
- Aparelho de TV
- Aparelho de DVD
- Câmera fotográfica/filmadora

Estrutura física
- Duas salas de aulas
- Banheiro dentro do prédio
- Banheiro adequado a educação infantil
- Despensa
- Almoxarifado
- Pátio coberto

#### Escola Cirilo Pereira de Matos
Esta unidade escolar é uma escola de nível fundamental, conta com 12 funcionários e dispõe de boa condição estrutural.
Infraestrutura escolar:
- Alimentação escolar para os alunos
- Água filtrada
- Não possui água
- Energia da rede pública
- Fossa
- Lixo destinado à coleta periódica
- Acesso à Internet

Equipamentos
- Aparelho de TV
- Aparelho de DVD
- Aparelho de som
- Projetor multimídia (datashow)
- Câmera fotográfica/filmadora

Estrutura física
- 3 salas de aulas
- Sala de recursos multifuncionais para Atendimento Educacional Especializado (AEE)
- Cozinha
- Banheiro dentro do prédio
- Banheiro adequado à alunos com deficiência ou mobilidade reduzida
- Dependências e vias adequadas a alunos com deficiência ou mobilidade reduzida
- Sala de secretaria
- Despensa
- Almoxarifado
- Pátio coberto

### Criminalidade e segurança pública
A Segurança Pública local é feita pela Secretaria de Segurança Pública da Sede Araci, por meio das forças combinadas da polícia militar, da polícia civil e pela guarda civil municipal.

### Serviços e comunicação
O abastecimento de água de do distrito de Barreira, assim como em sua sede e praticamente todo estado da Bahia é feito pela concessionária de serviços de saneamento básico EMBASA - Empresa Baiana de Águas e Saneamento S.A., estatal pertencente ao governo estadual baiano.
Na área energética a responsável pelo abastecimento é a Companhia de Eletricidade do Estado da Bahia, atualmente uma empresa privada, de participação interna e externa, portanto de capital misto, atende a cidade de [Araci]] todos os seus distritos e povoados, assim como é feito em 414 municípios baianos dos 417 existentes.
O serviço de telefonia fixa é atualmente operado pela Telemar, também conhecida por pelo nome Oi (seu nome de mercado ou nome fantasia).

## Religiosidade
No distrito estão representados diversos seguimentos religiosos/cristão. O local conta com templo da igreja Congregação Cristã no Brasil, uma capela da Igreja Católica e também um um templo da Igreja Adventista do Sétimo Dia.